# Рирдан (Вашингтон)
Рирдан (енгл. Reardan) град је у америчкој савезној држави Вашингтон. По попису становништва из 2010. у њему је живело 571 становника.

## Демографија
Према попису становништва из 2010. у граду је живело 571 становника, што је 37 (6,1%) становника мање него 2000. године.
| Група             | 2000.       | 2010.       |
| Белци             | 565 (92,9%) | 517 (90,5%) |
| Афроамериканци    | 1 (0,2%)    | 3 (0,5%)    |
| Азијати           | 0 (0,0%)    | 2 (0,4%)    |
| Хиспаноамериканци | 8 (1,3%)    | 14 (2,5%)   |
| Укупно            | 608         | 571         |